# Harold Holt
Harold Edward Holt (ur. 5 sierpnia 1908 w Sydney, zm. prawdopodobnie 17 grudnia 1967 w okolicach Portsea w stanie Wiktoria) – australijski polityk, w latach 1966–1967 premier kraju. Okoliczności jego nagłej śmierci przez wiele lat pozostawały przedmiotem licznych spekulacji i kontrowersji.

## Życiorys

### Młodość
Wychowywał się w Sydney, gdzie jego ojciec najpierw pracował jako nauczyciel, a potem został przedsiębiorcą działającym w branży hotelarskiej i rozrywkowej. Harold w 1930 ukończył prawo na uniwersytecie w Melbourne, a dwa lata później został przyjęty do adwokatury stanu Wiktoria. W 1933 został członkiem Partii Zjednoczonej Australii. W 1935 został wybrany do Izby Reprezentantów, co jako 27-latkowi dawało mu status jednego z najmłodszych parlamentarzystów w historii Australii.

### Lata II wojny światowej

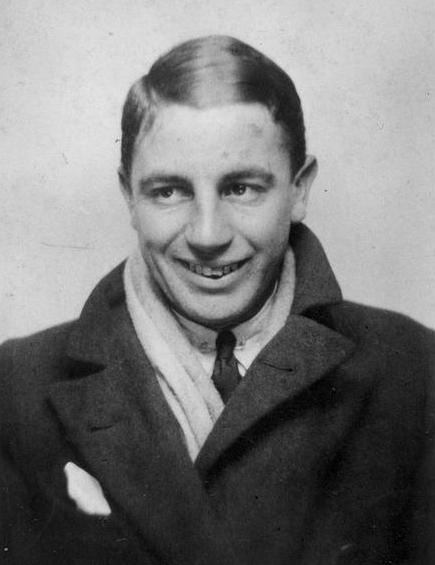
Harold Holt w latach 30.

W 1939 polityczny mentor Holta, Robert Menzies, został premierem i powołał go na stanowiska ministra bez teki. Nieco później stanął na czele resortu badań naukowych i przemysłowych, tymczasowo kierował także ministerstwem lotnictwa. W 1940, nie rezygnując ze stanowisk w rządzie, wstąpił do armii, gdzie został artylerzystą. Kilka miesięcy później po tym, jak w katastrofie lotniczej zginęło trzech członków jego rządu, Menzies nakazał wszystkim swoim ministrom powrót do stolicy. Holt ponownie został ministrem bez teki, tym razem zajmując się kwestiami handlu i ceł. Jesienią 1940 został mianowany ministrem pracy. W 1941 w wyniku wewnątrzkoalicyjnych rozgrywek Menzies musiał oddać władzę Arthurowi Faddenowi, Holt mimo swej lojalności wobec Menziesa postanowił pozostać w składzie nowego rządu. Gdy w 1945 Menzies zakładał nowe ugrupowanie – Liberalną Partię Australii (LPA) – Holt należał do pierwszej grupy jej członków.

### Kariera powojenna
W 1949 LPA wspólnie z Partią Krajową uzyskała władzę, a Menzies znów został premierem. Pełnił następnie to stanowisko nieprzerwanie przez 17 lat, co do dziś jest rekordem w dziejach Australii. Holt na dziewięć lat został ministrem pracy, a w latach 1949–1956 dodatkowo kierował też resortem imigracji. W 1958 został skarbnikiem (ministrem finansów). W styczniu 1966 Menzies ogłosił przejście na emeryturę. LPA, zgodnie z wieloma wcześniejszymi przewidywaniami, wybrała Holta swoim nowym liderem, co oznaczało automatycznie objęcie teki szefa rządu.
Jako premier dał się poznać przede wszystkim jako bardzo bliski sojusznik amerykańskiego prezydenta Lyndona B. Johnsona, co doprowadziło do zwiększenia australijskiego zaangażowania w wojnę w Wietnamie. Johnson doceniał jego pomoc i w 1966 był pierwszym amerykańskim prezydentem w historii, który odwiedził Australię.

### Okoliczności śmierci
17 grudnia 1967 premier, dla którego pływanie i nurkowanie były właściwie jedynymi zainteresowaniami poza polityką, był z przyjaciółmi na swej ulubionej plaży w stanie Wiktoria. Pomimo bardzo wysokiej fali i kiepskich warunków do pływania, wszedł do wody, by wkrótce zniknąć wszystkim z oczu. Gdy nie wypływał przez kilka minut, towarzyszące mu osoby natychmiast wszczęły alarm. Premiera szukały setki policjantów, żołnierzy marynarki wojennej, a nawet ochotników. Mimo to nie udało się odnaleźć ani żywego Holta, ani jego zwłok.
Po dwóch dniach bezowocnych poszukiwań rząd postanowił uznać swego szefa za zmarłego. Gubernator generalny tymczasowo mianował premierem lidera Partii Krajowej Johna McEwena, zaś LPA stanęła przed koniecznością ponownego wyboru szefa partii, którym został John Gorton. 22 grudnia 1967 w Melbourne odbyło się oficjalne nabożeństwo żałobne. Okoliczności śmierci Holta nigdy nie zostały do końca wyjaśnione. W 2003 policja stanu Wiktoria postanowiła na nowo zbadać 161 przypadków utonięć, gdzie nie odnaleziono ciała, które miały miejsce w tym stanie do 1985. W tej grupie znalazła się również sprawa Holta. Dochodzenie nie przyniosło przełomu wskutek śmierci większości świadków i braku nowych dowodów. Sprawa została zamknięta we wrześniu 2005 – uznano ponownie, że premier zmarł z powodu utonięcia w wyniku nieszczęśliwego wypadku.
Wokół sprawy narosły również liczne teorie spiskowe. W australijskich mediach pojawia się też niekiedy teza o samobójstwie Holta, ale zdecydowanie zaprzeczają jej zarówno jego żyjący jeszcze przyjaciele, jak i jego biografowie i potomkowie.